# Platycerus perplexus
Platycerus perplexus là một loài bọ cánh cứng trong họ Lucanidae. Loài này được Gusakov mô tả khoa học năm 2004.